# Superóxido
Un superóxido o hiperóxido es un anión con fórmula {\displaystyle {\ce {O2-}}}. Se considera que el oxígeno, el cual siempre tiene estado de oxidación −2, tiene un estado de oxidación de −1, tan sólo uno de los oxígenos. En química, el nombre sistemático del anión es dióxido (1−). El superóxido de iones de oxígeno reactivo, es particularmente importante como producto de la reducción de un electrón de dioxígeno O2, que ocurre ampliamente en la naturaleza. El oxígeno molecular (dioxígeno) es un dirradical que contiene dos electrones desapareados, y el superóxido resulta de la adición de un electrón que llena uno de los dos orbitales moleculares degenerados, dejando una especie iónica cargada con un solo electrón desapareado y una carga neta negativa. de −1. Tanto el dioxígeno como el anión superóxido son radicales libres. que presentan paramagnetismo. Reaccionan vigorosamente con el agua, por ejemplo, el hiperóxido de potasio más agua:
- 2 KO2 + 2 H2O → O2 + H2O2 + 2 KOH

### Enlace y estructura
Los superóxidos son los compuestos para los cuales, el dioxígeno se combina con el metal alcalino, donde el oxígeno tiene un número de oxidación de -1/2. El anión superóxido contiene dos átomos de oxígeno, con 14 electrones de valencia y una carga negativa que muestra la capacidad de donar electrones. La estabilidad del superóxido metálico se puede determinar a partir de su tamaño y electropositividad del metal. Si el tamaño del metal es grande y el superóxido es más electropositivo, entonces es más estable
La fórmula general para los superóxidos es M(O2)n, siendo n, el número de oxidaciones del elemento M.

#### Nomenclatura de los superóxidos

##### Sistemática de la IUPAC
Se coloca el nombre genérico óxido, precedido de los prefijos griegos mono, di, tri, tetra, penta, ..., para indicar el número de oxígenos presentes en la molécula y el nombre del metal precedido también, de los prefijos griegos (si es mayor que uno), para indicar los átomos del metal que hay en la molécula. Igual que cualquier óxido. 

##### Stock
Se nombra con las palabras “superóxido de” y el nombre del metal seguido inmediatamente de la valencia con el que actúa entre paréntesis y en números romanos. Si la valencia del metal es única se puede omitir.

##### Tradicional:
Se nombra con las palabras “superóxido” y el nombre del metal.
| Compuesto | Sistemática          | Stock                     | Tradicional          |
| --------- | -------------------- | ------------------------- | -------------------- |
| NaO2      | Dióxido de sodio     | Superóxido de sodio (I)   | Superóxido de sodio  |
| CaO4      | Tetraóxido de calcio | superóxido de calcio (II) | Superóxido de calcio |

## Superóxidos iónicos
Los superóxidos iónicos, MO2, se forman por interacción de O2 con K, Rb o Cs, como sólidos cuyo color va del amarillo al naranja. El NaO2 puede obtenerse solo por reacción del Na2O2 conO2 a 300 atm y 500 °C:
- Na2O2 + O2 → 2NaO2

El LiO2 no ha podido aislarse. Los superóxidos de los alcalinotérreos, Mg, Zn y Cd se presentan solo en pequeñas concentraciones como disoluciones sólidas en los peróxidos. El ion O2- posee un electrón desapareado. Los superóxidos son agentes oxidantes muy poderosos. Reaccionan vigorosamente con el agua:
- 2 O2-  + H2O → O2 + HO2-  + OH-

- 2 HO2-  → 2 OH- + O2

La reacción con el CO2, que supone la formación de intermedios peroxocarbonato, se utiliza para la eliminación de CO2 y regeneración de O2 en sistemas cerrados (ej., submarinos). La reacción total es
- 4 MO2(s) + 2 CO2(g) → 2 M2CO3(s) + 3 O2(g)

A continuación ejemplos de algunos superóxidos:
| Compuesto | Nomenclatura                       |
| --------- | ---------------------------------- |
| KO2       | superóxido o hiperóxido de potasio |
| CaO4      | superóxido de calcio               |
| CdO4      | superóxido de cadmio               |
| MgO4      | superóxido de magnesio             |

## Sales y superóxidos
El superóxido forma sales con metales alcalinos y metales alcalinotérreos. Las sales; superóxido de cesio (CsO2), superóxido de rubidio (RbO2), superóxido de potasio (KO2) y superóxido de sodio (NaO2), se preparan por reacción, con el respectivo metal alcalino. Por su parte, los superóxidos de los alcalinotérreos: Mg, Zn y Cd, se presentan sólo en pequeñas concentraciones, como disoluciones sólidas en los peróxidos.
Las sales alcalinas de O2-, son de color amarillo anaranjado y bastante estables, si se mantienen secas. Sin embargo, tras la disolución de estas sales en agua, el O2- disuelto, sufre una desproporción (dismutación) extremadamente rápido (de una manera dependiente del pH):
- 2 O2- + H2O → 3/2 O2 + 2 OH-

Esta reacción (con la humedad y el dióxido de carbono en el aire exhalado) es la base del uso del superóxido de potasio, como fuente de oxígeno en los generadores químicos de oxígeno, como los que se usan en el transbordador espacial y en los submarinos.También la reacción con el CO2, que supone la formación de intermedios peroxocarbonato, se utiliza para la separación de CO2 y regeneración de O2 en sistemas cerrados como es el caso de los submarinos. La reacción total es: 
- 4 MO2(s) + 2 CO2(g) → 2 M2O3(s) + 3 O2(g)

De igual manera se utilizan en los tanques de oxígeno de los bomberos para proporcionar una fuente de oxígeno fácilmente disponible. En este proceso, O2- actúa como una base de Bronsted, formando inicialmente el radical hidroperoxilo (HO2).
El anión superóxido, O2-, y su forma protonada, hidroperoxilo, están en equilibrio en una solución acuosa:
- O2- + H2O ↔ HO2 + OH-

Dado que el radical hidroperoxilo tiene un pKa de alrededor de 4.8, el superóxido existe predominantemente en forma aniónica a pH neutro.
El superóxido de potasio, es soluble en dimetilsulfóxido (facilitado por éteres corona) y es estable mientras no haya protones disponibles. El superóxido también se puede generar en disolventes apróticos, mediante voltamperometría cíclica.
Las sales de superóxido también se descomponen en estado sólido, pero este proceso requiere calentamiento:
- 2 NaO2 → Na2O2 + O2

Los superóxidos son agentes oxidantes muy poderosos. Reaccionan vigorosamente con el agua:
- 2 O2 + H2O→ O2 + HO2- + OH-

- 2 HO2→ 2 OH- + O2 (Lenta)

## Superóxidos en Biología
El superóxi y el hidroperoxilo (HO2) a menudo se discuten indistintamente, aunque el superóxido predomina a pH fisiológicos. Tanto el superóxido como el hidroperoxilo, se clasifican como especies reactivas de oxígeno. Es generado por el sistema inmunitario para matar los microorganismos invasores. En los fagocitos, la enzima NADPH oxidasa produce superóxido en grandes cantidades, para su uso en los mecanismos de eliminación de patógenos invasores dependientes del oxígeno. Las mutaciones en el gen que codifica la NADPH oxidasa provocan un síndrome de inmunodeficiencia denominado enfermedad granulomatosa crónica, caracterizado por una extrema susceptibilidad a la infección, especialmente catalasa - organismos positivos. A su vez, los microorganismos modificados genéticamente para que carezcan de la enzima superóxido dismutasa (SOD), que elimina el superóxido, pierden virulencia. El superóxido también es perjudicial cuando se produce como un subproducto de la respiración mitocondrial (más notablemente por el Complejo I y el Complejo III), así como varias otras enzimas, por ejemplo, la xantina oxidasa, que puede catalizar la transferencia de electrones directamente al oxígeno molecular bajo condiciones fuertemente reductoras.
Debido a que el superóxido es tóxico en altas concentraciones, casi todos los organismos que viven en presencia de oxígeno expresan SOD. El cual cataliza eficientemente la desproporción de superóxido:
- 2 HO2 → O2 + H2O2

Otras proteínas que pueden ser tanto oxidadas como reducidas por el superóxido (como la hemoglobina), tienen una actividad similar a la SOD débil. La inactivación genética (" knockout ") de la SOD produce fenotipos nocivos, en organismos que van desde bacterias hasta ratones y ha proporcionado pistas importantes sobre los mecanismos de toxicidad del superóxido in vivo.
El superóxido puede contribuir a la patogénesis de muchas enfermedades (la evidencia es particularmente fuerte para el envenenamiento por radiación y la lesión hiperóxica), y quizás también al envejecimiento a través del daño oxidativo que inflige a las células. Si bien la acción del superóxido en la patogenia de algunas afecciones es fuerte (por ejemplo, los ratones y las ratas que sobre expresan CuZnSOD o MnSOD son más resistentes a los accidentes cerebrovasculares y los ataques cardíacos), el papel del superóxido en el envejecimiento debe considerarse no probado, por ahora.
La unión de O2 por proteínas hemoreducidas (Fe2+) implica la formación del complejo de superóxido de Fe (III).

### Ensayo en sistemas biológicos
El ensayo de superóxido generado en sistemas biológicos es una tarea difícil debido a su alta reactividad y corta vida media[12]. Un enfoque que se ha utilizado en ensayos cuantitativos convierte el superóxido en peróxido de hidrógeno, que es relativamente estable. A continuación, el peróxido de hidrógeno se analiza mediante un método fluorimétrico. Como radical libre, el superóxido tiene una fuerte señal EPR y es posible detectar el superóxido directamente, usando este método cuando es lo suficientemente abundante. A efectos prácticos, esto se puede lograr solo in vitro en condiciones no fisiológicas, como un pH alto (que ralentiza la dismutación espontánea) con la enzima xantina oxidasa. Los investigadores han desarrollado una serie de compuestos de herramientas denominados " trampas de giro " que pueden reaccionar con el superóxido, formando un radical metaestable (vida media de 1 a 15 minutos), que puede detectarse más fácilmente mediante EPR. La captura de espín de superóxido se llevó a cabo inicialmente con DMPO, pero los derivados de fósforo con vidas medias mejoradas, como DEPPMPO y DIPPMPO, se han vuelto más ampliamente utilizados.